# Estrilda alagroga
L'estrilda alagroga (Pytilia hypogrammica) és un ocell estríldid d'Àfrica. S'ha estimat que l'àrea del seu hàbitat és de més de 250.000 km². Es troba comunament a Benín, Burkina Faso, Camerun, República Centreafricana, el Txad, República Democràtica del Congo, Côte d'Ivoire, Ghana, Guinea, Libèria, Nigèria, Sierra Leone i Togo.